# Подобно Еве
«Подо́бно Е́ве» (нидерл. Een vrouw als Eva, англ. A Woman Like Eve) — мелодрама 1979 года режиссёра Наухки ван Бракель. Фильм рассказывает о драматических переменах в жизни женщины, когда она решает оставить мужа ради любовницы — молодой француженки.

## Сюжет
Ева замужем и у неё двое детей. Но она чувствует, что ей чего-то не хватает в жизни. Муж Эд считает, что у неё депрессия. Она отправляется с подругой Соней на отдых, на юг Франции. Там она знакомится с Лилианой, живущей в одной из коммун. Лилиана думает, что Ева и Соня — пара. Это предположение шокирует Еву, она рассказывает, что замужем. В последующие дни отдыха Ева часто навещает Лилиану. После возвращения в Амстердам Ева начинает обмениваться с Лилианой письмами. Когда та приезжает в Амстердам на феминистский съезд, подруги встречаются. Ева осознаёт, что влюбилась в девушку, у них начинается роман. Ева решает развестись с мужем. Долгий судебный процесс заканчивается тем, что детей оставляют Эду. Это тяжёлый удар для Евы, и она должна решить, может ли пожертвовать всем ради любви.

## Актёрский состав
| В ролях          |  | Персонаж |
| ---------------- |  | -------- |
| Моник ван де Вен |  | Ева      |
| Мария Шнайдер    |  | Лилиана  |
| Питер Фабер      |  | Эд       |
| Марейке Меркенс  |  | Соня     |

## Сравнение с «Лианой»
Вышедший за четыре года до «Лианы» нидерландский фильм раскрывает отдельные аспекты лесбийских отношений с большей достоверностью, чем его более поздняя американская альтернатива. Отсутствие эмоциональной глубины, как основы завязывающейся между главными героинями связи, вменяли ему в вину так же, как в дальнейшем «Лиане». Однако съёмочной группе, состоящей в основном из женщин, удалось показать именно женской взгляд на затронутую тему. Ева получилось более живой, не столь однозначной как главная героиня картины Сейлза.
Драма Евы, вынужденной выбирать между материнскими чувствами и любовью к женщине, изображается с примечательной искренностью. Для неё самой этого выбора не существует. В бракоразводном процессе в суде она не желает скрывать, что выбрала в партнёры женщину. Способность быть матерью так же присуща ей, как способность любить. Однако с точки зрения мужа лесбийские отношения жены — один из главных поводов лишить её опеки над детьми. После развода он объявляет Еве о скорой женитьбе, цель которой — «нормальная» гетеросексуальная семья. Ева же апеллирует не к формальной норме, а к своим внутренним чувствам: для неё не имеет значения, одна она или нет, гомосексуальна или гетеросексуальна, — она по-прежнему мать.
Дилемма выбора затрагивает и её отношения с Лилианой. Ева признаётся, что склонна рассматривать партнёршу в роли «отца», хотя осознаёт право Лилианы противиться такому взгляду. Сама Лилиана недовольна, что их отношения столь сильно зависят от привязанности Евы к детям. Эти сложности не выглядят неразрешимыми, создатели фильма симпатизируют каждой из женщин, и заставляют предположить о будущем прогрессе в отношениях влюблённых.
Однако приговор суда лишает Еву опеки над детьми, и у неё не остаётся возможности что-либо исправить. Общество поставило её перед выбором: дети или любовь. Обострённая болезненность это выбора, достигающая максимума в финале картины, позволяет фильму достигнуть своей цели там, где «Лиана» Сейзла терпит неудачу.